# カルチュア・エンタテインメント
カルチュア・エンタテインメント株式会社（英: Culture Entertainment Inc.）は、映像、出版等エンタテインメントコンテンツの企画・制作を行う日本の企業。カルチュア・エンタテインメントグループ株式会社の子会社。日本映像ソフト協会協賛会員。

## 沿革
- 2014年
  - 12月 - カルチュア・コンビニエンス・クラブ株式会社からの分割により、カルチュア・コンビニエンス・クラブ株式会社100％子会社としてカルチュア・エンタテインメント株式会社を設立
  - 12月 - 株式取得により株式会社ケイズデザインラボを持分法会社化
- 2015年
  - 3月 -  株式会社徳間メディアプラスの株式取得・商号変更により株式会社C-パブリッシングサービスを設立
  - 5月 - 株式会社美術出版社の民事再生スポンサーとなる[3]。
  - 10月 -  『TSUTAYA CREATORS' PROGRAM』を初開催
- 2016年
  - 2月 - 株式会社U-NEXT、マイシアターD.D.株式会社との共同出資でカルチュア・ネクスト・プロダクション株式会社（現・Catalyst・Data・Partners）を設立[4]
  - 10月 - 当社初の映画企画として漫画作品『ReLIFE』の実写映画化を発表（2017年4月15日公開）
- 2017年
  - 2月 - 株式会社カストリ出版を設立
  - 3月 - 株式会社徳間書店を子会社化[5]
  - 9月 - SBS Co., Ltd.との共同出資によりPLAN Kエンタテインメント株式会社を設立[6]
  - 12月 - 大日本印刷が保有する主婦の友社の全株式を取得し、株式会社主婦の友社を子会社化[7]
- 2018年
  - 2月 -  渋谷ガーデンタワーから目黒セントラルスクエアへオフィス移転
  - 3月 - 幕張メッセで『ツタロックフェス2018』を初開催
  - 5月 - CCCミュージックラボ株式会社（現：CEミュージッククリエイティブ株式会社）を設立
  - 10月 - PB & Sales事業及び株式保有事業（美術出版社・光村推古書院）の一部に関する権利義務をCCCアートラボ株式会社へ譲渡
  - 10月 - 音楽事業企画及びRolling Stone Japan事業をCCCミュージックラボ株式会社へ譲渡
  - 10月 - カルチュア・コンビニエンス・クラブ株式会社の株式保有事業（株式会社SKIYAKI）の一部に関する権利義務を承継
  - 10月 - 株式会社トップ・パートナーズがCLASSIX株式会社を吸収合併
  - 12月 - 株式会社学研プラスより自動車専門誌『ル・ボラン』の事業譲受
- 2019年
  - 3月 - 株式会社主婦の友社が株式会社主婦の友リトルランドを株式会社城南進学研究社へ譲渡
  - 4月 - 株式会社主婦の友社が株式会社主婦の友インフォスを株式会社IMAGICA GROUPへ譲渡
  - 12月 - 株式会社ottoを設立
- 2020年
  - 3月 - 株式会社ネコ・パブリッシングが株式会社カトラスを吸収合併
  - 4月 - CCCエンタテインメント株式会社の吸収分割よりの事業の一部に関する権利義務を承継
  - 4月 - 株式会社TSUTAYAの吸収分割よりの事業の一部に関する権利義務を承継
  - 4月 - 吸収分割よりの事業（株式会社SKIYAKIの株式保有事業）の一部に関する権利義務を株式会社TSUTAYA（後の株式会社蔦屋書店）へ譲渡
  - 4月 - CCCアートラボ株式会社の吸収分割よりの事業の一部に関する権利義務を承継
  - 4月 -  株式会社ディスク・ロードを吸収合併
  - 10月 -  株式会社蔦屋書店の吸収分割よりTSUTAYA DISCAS事業及びTSUTAYA Online GAME事業を承継。
  - 10月 -  知的財産のマッチングプラットフォーム『SECOND CONNECT』を開始[8]。
  - 12月 - オンラインクレーンゲーム『Giftole（ギフトーレ）』サービス開始
- 2021年
  - 2月 - 株式会社ネコ・パブリッシングを吸収合併
  - 2月 - 株式会社トップ・パートナーズが株式会社AMPと株式会社ポイント・パートナーズを吸収合併
- 2022年
  - 1月 - DAS株式会社より、街エンタメ事業『NAZOTOWN』及び『go to town』に付帯する一切の関連事業を譲受[9]
  - 2月 -  株式会社アミューズ、INCLUSIVE株式会社、凸版印刷株式会社、日販グループホールディングス株式会社、株式会社博報堂DYメディアパートナーズ、株式会社BookLive、芙蓉総合リース株式会社、ミクシィエンターテインメントファンド１号投資事業有限責任組合、株式会社メディアボーイを割当先とする第三者割当増資を実施
  - 3月 - MBOを実施し、カルチュア・コンビニエンス・クラブ株式会社の連結子会社から持分法適用会社へ移行
  - 3月 - 株式会社アイビーレコードと株式会社SMIRALを吸収合併
- 2023年
  - 2月 - UUUM株式会社と資本業務提携契約を締結[10]
  - 3月 - 株式会社BBBが、株式会社トップ・パートナーズを吸収合併し、それ伴い株式会社BBBと株式会社アース・スター エンターテイメントを直接子会社化[11]
  - 3月 - 「季刊エス」及び「スモールエス」に関する事業を株式会社パイ インターナショナルへ譲渡（季刊エスのカルチュア・エンタテインメントでの発行は6月15日発売号まで）[12]
  - 4月 - 韓国の出版会社でWebtoonスタジオとしても実績のあるJAEDAM MEDIA CO., LTDとSOMY MEDIA,INC.と共同出資し、縦読み電子マンガ「Webtoon」専用の制作スタジオ「株式会社SZ Media」を設立[13]
  - 6月 - 株式取得によりVtuberプロダクション「kawaii」を運営する株式会社LOYを子会社化
  - 6月 - 株式取得により映像制作会社・株式会社ブリッジヘッドを子会社化[14]
  - 6月 - 株式会社学研ホールディングスと資本業務提携契約を締結[15]
  - 8月 - 株式取得により事業開発コンサルティング、Web・映像制作等を手掛けるDHE株式会社を持分法適用会社化
- 2024年
  - 2月 - 株式会社毎日新聞社と資本業務提携契約を締結[16]
  - 3月28日 - SMBCCP投資事業有限責任組合1号を引受先とする第三者割当増資を実施[17]
  - 4月1日 - ル・ボラン事業を株式会社芸文社に譲渡[18]
  - 4月 - 株式会社カルチュア・エンタテインメント分割準備会社を設立
  - 6月 - 株式取得により株式会社宙出版を子会社化[19]
  - 10月 - 主婦の友図書株式会社を直接子会社化[20]
  - 10月 - 吸収会社分割方式により、事業部門をカルチュア・エンタテインメント分割準備株式会社へ継承し、持株会社体制へ移行。カルチュア・エンタテインメント株式会社を「カルチュア・エンタテインメントグループ株式会社」に、株式会社カルチュア・エンタテインメント分割準備会社を「カルチュア・エンタテインメント株式会社」に商号を変更[21]
  - 12月 - 株式取得により株式会社XROSSOVERを子会社化[22]
- 2025年
  - 2月 - 株式会社GENDAのグループ会社である株式会社GENDA Capitalと資本提携[23]
  - 3月 - カルチュア・エンタテインメント株式会社が株式会社LOYを吸収合併
  - 4月 - 地域観光をテーマにした謎解き周遊型コンテンツ「nazotown」および「gototown」をDAS株式会社に譲渡[24]
  - 6月 - カルチュア・エンタテインメント株式会社が株式会社プレシード・パートナーズと株式会社プレシード・ストアズを吸収合併
  - 7月 - 株式会社アニマックスブロードキャスト・ジャパンと資本業務提携契約を締結

## 映像事業
CE groupの映像事業として、海外映像作品の版権買い付けによるライセンス取得、国内映像作品の制作・出資によるライセンス取得、映像作品の国内販売営業、映像作品のBD・DVDパッケージ製造を行う「カルチュア・エンタテインメント株式会社カルチュア・パブリッシャーズ」、韓国ドラマ作品等の販売を行う「PLAN Kエンタテインメント」、映画・ドラマ・バラエティ作品の企画・制作を行う「C&Iエンタテインメント」、映像制作を行う「株式会社ブリッジヘッド」がある。

### TSUTAYA DISCAS
宅配レンタルサービス。2002年10月にレントラックジャパンが「DISCAS」としてサービス開始。2004年10月「TSUTAYA DISCAS」にリニューアル。2022年動画配信サービスTSUTAYA TVの「月額見放題フル（アダルト作品専用プラン）」を継承した。2024年11月に音楽CDとR18 DVDの中古販売を開始。

## 音楽関連事業
CE groupの音楽関連事業として、音楽イベント「ツタロックフェス」「Rolling Stone Japan LIVE」の企画・制作を行う「CCCミュージックラボ株式会社」、アーティスト・クリエイター マネジメントを行う「株式会社otto」、海外向けVtuberマネジメント事業を行う「株式会社LOY」、音楽プロジェクト「ウタヒメドリーム」の展開する 「アース・スター・エンターテイメント」がある。

## 出版事業
CE groupの出版事業として「徳間書店」「主婦の友社」「CEメディアハウス」「アース・スター・エンターテイメント」「復刊ドットコム」「宙出版」の出版社と、グループ出版社の販売受託を行う「C-パブリッシングサービス」、出版物流・システム開発を行う「主婦の友図書」、Webtoon作品の制作・流通を行う「株式会社SZ Media」がある。

## メディア事業
CE groupのメディア事業（広告・ブランドプロデュース関連事業）として、雑誌・デジタルメディア・イベント等のメディア事業を行う「CEメディアハウス」「主婦の友社」「CEミュージッククリエイティブ」、「カルチュア・エンタテインメント株式会社ネコ・パブリッシング カンパニー」がある。

## マーチャンダイズ事業
CE groupのマーチャンダイズ事業（グッズ関連事業）として、アニメやファンシーキャラクターなどのグッズの製作・販売や、ECサイト「FAN+Life（ファンタスライフ）」、オンラインくじ「くじラックオンライン」、ゲームプラットフォーム「TSUTAYA オンラインゲーム」を運営行う「カルチュア・エンタテインメント株式会社」や、キャラクターフィギュア等の企画・製作・販売を行う「株式会社PROOF」がある。

### FAN＋Life
自社IPプロダクトを販売するECサイト。旧：T-FAN SITE

### TSUTAYA オンラインゲーム
PCやスマートフォンで遊べるゲームプラットフォーム。2015年4月にT-MEDIAホールディングスがβ版を開始し、7月正式サービス開始。
- Vのお店 ～ お店づくりゲーム～
- Vの世界

## 関連会社

### 連結子会社
- 株式会社アース・スター エンターテイメント - コミック・ライトノベル等の出版。旧株式会社泰文堂。
- 株式会社SZ Media - 韓国のJAEDAM MEDIA CO., LTDとSOMY MEDIA,INC.との共同出資。Webtoon（縦読み電子マンガ）作品の制作・流通
- 株式会社PROOF - アニメ・キャラクターグッズの企画・製作・販売
- 株式会社otto - ネットクリエータークリエイターマネジメント＆エージェント事業
- C&Iエンタテインメント株式会社 - 映像の企画・制作及びクリエイターのエージェント業務。旧IMJエンタテインメント
- 株式会社ブリッジヘッド - 映像及び音楽作品の企画・制作／映像監督・脚本家・作家等のエージェント業務／宣伝、海外番販等の業務委託
- PLAN Kエンタテインメント株式会社 - 韓国SBSと共同出資。映像作品等の輸入出・配給（韓国ドラマ作品等の販売）、Amazon Prime Videoチャンネル「ドラマ&エンタメ☆アジアPremium」の運営
- 株式会社BBB - 映像コンテンツの供給、業務受託、映像制作、映像プラットフォーム運営（スカパー!プレミアムサービス・ひかりTVチャンネル「刺激ストロングチャンネル」の運営）、番組制作、Tポイント代理店事業、eスポーツコーチングプラットフォーム「e-Sports Masters」の運営[28]、電子書籍出版サービス「Caleido」の運営[29]、VTuberマネジメントプロダクション「エスえす」の運営[30]
  - 株式会社ジャム・ティービー - 番組供給事業（スカパー!プレミアムサービス成人向け番組「Kmpチャンネル」「ダイナマイトTV」「AV王」「Zaptv」）。旧ジャム・ティービーから個人向け番組提供事業部門を分割[31]
- 株式会社C-パブリッシングサービス - 徳間書店、主婦の友社、ネコ・パブリッシング、CCCメディアハウス、美術出版社の書店促進、販売会社営業、宣伝・広報
- 株式会社徳間書店 - 雑誌・文芸書・コミックス等の制作・出版
- 株式会社復刊ドットコム - 書籍復刊ポータルサイト「復刊ドットコム」の運営、書籍の出版・販売。
- 株式会社主婦の友社 - 雑誌・書籍・ムックの制作・出版、ウェブメディア事業
- 主婦の友図書株式会社 - 物流・事務の代行サービス、情報システムの開発・販売
- 株式会社CEメディアハウス - 雑誌・書籍・その他編集物の制作・出版
- CEミュージッククリエイティブ株式会社 - 音楽イベントの企画・制作（「ツタロックフェス」の企画・主催）、出版（「Rolling Stone Japan」の発行）、ウェブメディア事業
- 株式会社宙出版 - コミック、雑誌、書籍などの制作・出版
- 株式会社XROSSOVER - デジタルマーケティング支援事業

### 持分法適用会社
- TCエンタテインメント株式会社
- 株式会社ケイズデザインラボ
- DHE株式会社